# Grand Prix Hassan II 2019
Grand Prix Hassan II 2019 là một giải quần vợt chuyên nghiệp thi đấu trên mặt sân đất nện. Đây là lần thứ 35 giải đấu được tổ chức và là một phần của ATP Tour 2019. Giải đấu diễn ra ở Marrakesh, Maroc từ ngày 8 đến ngày 14 tháng 4 năm 2019.

## Nội dung đơn

### Hạt giống
| Quốc gia | Tay vợt               | Xếp hạng1 | Hạt giống |
| -------- | --------------------- | --------- | --------- |
| GER      | Alexander Zverev      | 3         | 1         |
| ITA      | Fabio Fognini         | 18        | 2         |
| GBR      | Kyle Edmund           | 22        | 3         |
| FRA      | Gilles Simon          | 27        | 4         |
| SRB      | Laslo Đere            | 32        | 5         |
| ESP      | Fernando Verdasco     | 38        | 6         |
| GER      | Philipp Kohlschreiber | 41        | 7         |
| FRA      | Pierre-Hugues Herbert | 50        | 8         |

- 1 Bảng xếp hạng vào ngày 1 tháng 4 năm 2019.

### Vận động viên khác
Đặc cách:
- Fabio Fognini
- Jo-Wilfried Tsonga
- Alexander Zverev

Bảo toàn thứ hạng:
- Cedrik-Marcel Stebe

Vượt qua vòng loại:
- Facundo Bagnis
- Alejandro Davidovich Fokina
- Adrián Menéndez Maceiras
- Lorenzo Sonego

Thua cuộc may mắn:
- Carlos Berlocq

### Rút lui
Trước giải đấu
- Félix Auger-Aliassime → thay thế bởi  Carlos Berlocq
- Matteo Berrettini → thay thế bởi  Denis Istomin
- Pablo Carreño Busta → thay thế bởi  Pablo Andújar
- Damir Džumhur → thay thế bởi  Albert Ramos Viñolas
- Hubert Hurkacz → thay thế bởi  Jiří Veselý
- Mikhail Kukushkin → thay thế bởi  Cedrik-Marcel Stebe
- John Millman → thay thế bởi  Jozef Kovalík
- João Sousa → thay thế bởi  Thomas Fabbiano

Trong giải đấu
- Jiří Veselý

## Nội dung đôi

### Hạt giống
| Quốc gia | Tay vợt       | Quốc gia | Tay vợt        | Xếp hạng1 | Hạt giống |
| -------- | ------------- | -------- | -------------- | --------- | --------- |
| GBR      | Jamie Murray  | AUS      | John Peers     | 25        | 1         |
| IND      | Rohan Bopanna | GBR      | Dominic Inglot | 61        | 2         |
| GER      | Tim Pütz      | NZL      | Michael Venus  | 86        | 3         |
| AUT      | Oliver Marach | AUT      | Philipp Oswald | 89        | 4         |

- Bảng xếp hạng vào ngày 1 tháng 4 năm 2019.

### Vận động viên khác
Đặc cách:
- Amine Ahouda /  Adam Moundir
- Anas Fattar /  Lamine Ouahab

### Bỏ cuộc
- Michael Venus
- Joran Vliegen

## Nhà vô địch

### Đơn
- Benoît Paire đánh bại  Pablo Andújar, 6–2, 6–3

### Đôi
- Jürgen Melzer /  Franko Škugor đánh bại  Matwé Middelkoop /  Frederik Nielsen, 6–4, 7–6(8–6)